# ＃ハピイレ
『#ハピイレ』は、琉球朝日放送で2018年10月6日から2020年9月26日まで、毎週土曜10:50 - 11:40（JST）に生放送されていた情報バラエティ番組である。

## 概要
本番組は、「ハッピー」として、沖縄県におけるアイテムやスポット、イベントなどの情報を紹介するといった、情報バラエティ番組である。

## 出演者
MC
- あったゆういち
- 田仲メリアン

コーナー出演者
- 山城咲貴（琉球朝日放送アナウンサー）
- 定岡ゆう歩
- 仲程仁美
- ありんくりん

## コーナー
ハッピーリサーチ♪
山城が街においてハッピーになる物を探しに行く。
拝啓代理で行ってみてきて
定岡が東京の街やスポットを紹介する。
メルカリップ
仲程が「メルカリ」に挑戦する。
ハッピーランキン
ありんくりんによる、「Payke」に関するコーナー。

## 放送時間
- 土曜 10:50 - 11:40（JST）